# Вендланд, Генрих Лудольф
Генрих Лудольф Вендланд (нем. Heinrich Ludolph Wendland или нем. Heinrich Ludolf Wendland, или нем. Henricus Ludolphus Wendland, 29 апреля 1791 — 15 июля 1869) — немецкий ботаник и садовник, сын немецкого ботаника, садовода и садового инспектора Иоганна Кристофа Вендланда (1755—1828) и отец немецкого ботаника, садовода и директора ботанического сада в Ганновере Германа Вендланда (1825—1903).

## Биография
Генрих Лудольф Вендланд родился 29 апреля 1791 года.
С 1811 по 1814 год он получал ботаническое образование в Вене. В соавторстве с Фридрихом Готтлибом Бартлингом Вендланд написал работу Beiträge zur Botanik, которая была опубликована в Гёттингене в 1824 году.
Генрих Лудольф Вендланд умер в городе Теплице 15 июля 1869 года.

## Научная деятельность
Генрих Лудольф Вендланд специализировался на семенных растениях.

## Научные работы
- Commentatio de Acacias aphyllii, 1820.
- Friedrich Gottlieb Bartling, Heinrich Ludolph Wendland. Beiträge zur Botanik, Bände 1—2, Göttingen 1824[3].

## Почести
Род растений Wendlandia Bartl. ex DC. был назван в его честь.